# Arthur y los Minimoys
Arthur y los Minimoys es una película de animación francesa de Luc Besson estrenada en el 2006. La película cuenta con las voces de Freddie Highmore, Mia Farrow, Madonna y David Bowie, entre otros.

## Sinopsis
El filme cuenta las aventuras de Arthur, un chico (Freddie Highmore) de apenas diez años,  que está de vacaciones en casa de su abuela (Mia Farrow), amenazada de expropiación de su finca por falta de pago. Arthur intenta descubrir el tesoro secreto del abuelo Archibald (Ron Crawford), misteriosamente desaparecido, para pagar las deudas de su abuela y así evitar la expropiación. Arthur, espoleado por las historias que le cuenta la abuela sobre las aventuras de su abuelo, seguirá las pistas dejadas por él entre los objetos traídos de sus viajes, hasta dar con la llave del reino.
Transformado en un minimoy, Arthur se enamora de Selenia (Madonna), la seductora princesa del pueblo en miniatura, y combatirá al Malvado M, Malthazard (David Bowie), y su hijo malhechor, Darkos, que amenazan al reino fantástico.

## Versiones
Para la distribución en EE. UU.., la compañía distribuidora realizó cortes a la película, eliminando la historia de amor de Arthur y Selenia. Aun así, el resultado desagradó a los críticos de habla inglesa, que se sintieron incómodos por la sugerencia de la relación. El uso de la voz de Madonna para la princesa Selenia también influyó en el problema. La película tuvo muy mala recepción en los países de habla inglesa, sobre todo en los EE. UU. El director Luc Besson atribuyó el rechazo a los cortes (ya que sólo se realizaron en esos países).
El DVD editado en EE. UU. incluye la versión recortada. Las distribuciones internacionales tienen la versión completa en el idioma local y en inglés.

## Ficha técnica
- Título en alemán: Arthur und die minimoys
- Título en francés: Arthur et les Minimoys
- Título en inglés: Arthur and the Minimoys o  Arthur and the Invisibles
- Título en español: Arthur y los Minimoys
- De la obra de: Luc Besson
- Efectos visuales: Buf Compagnie
- Escenario: Hugues Tissandier
- Fechas de estreno:
  -  Francia: 29 de noviembre de 2006 (limitado)
  -  Francia y  Bélgica: 13 de diciembre de 2006 (estreno nacional)
  -  Suiza: 13 de diciembre de 2006
  -  Estados Unidos: 29 de diciembre de 2006 (limitado)
  -  Estados Unidos: 12 de enero de 2007 (estreno nacional)
  -  Argentina: 18 de enero de 2007
  -  Chile: 15 de marzo de 2007
  -  Argentina: 18 de enero de 2007
  -  España: 15 de diciembre de 2006
  -  México: 16 de marzo de 2007

## Taquilla
| País                               | Taquilla           | 'Número de semanas | Fecha             |
| Total mundial                      | 93 069 240 USD     | 11 sem.            | hasta el 26/02/06 |
| Taquilla en Estados Unidos/ Canadá | 14 247 415 USD     | 8 sem.             | hasta el 26/02/07 |
| Taquilla en Francia                | 6 222 479 entradas | 9 sem.             | hasta el 13/02/07 |
| Taquilla en París                  | 880 242 entradas   | 9 sem.             | hasta el 13/02/07 |
| Taquilla en Suiza                  | 64 113 entradas    | 8 sem.             | hasta el 14/02/07 |

Fuentes
- Mundial: boxofficemojo.com
- Estados Unidos/ Canadá: boxofficemojo.com
- Francia: cbo-boxoffice.com
- Suiza: procinema.ch

## Distribución

### Voces alemanas
- Bill Kaulitz: Arthur
- Nena: Sélénia
- Dagmar Heller: La abuela de Arthur

### Voces francesas
| - Barbara Kelsch: Arthur - Leslie: Gévéra - Mylène Farmer: Sélénia - Cartman: Bétamèche - Alain Bashung: Malthazard - Rohff: Max - Marc Lavoine: Darkos - José García: Davido - Cut Killer: DJ Easy Low - Jacques Frantz: el rey | - Sergio Castellitto: el jefe de estación - Stomy Bugsy: Koolomassaï - Serge Blumental: el electricista - Dick Rivers: el pasador - Barbara Weber Scaff: Mino - Doudou Masta: jefe massaï - Michel Duchaussoy: Archibald - Frédérique Tirmont: La abuela de Arthur - Jean-Paul Rouve: El padre de Arthur - Valérie Lemercier: La madre de Arthur |

### Voces estadounidenses
| - Freddie Highmore: Arthur - Mia Farrow: la abuela de Arthur - Penny Balfour: la madre de Arthur - Douglas Rand: el padre de Arthur - Madonna: la princesa Sélénia - David Bowie: Malthazard - Snoop Dogg: Max - Adam LeFevre: Davido | - Ron Crawford: Archibald - Jean Betote Njamba: el jefe Matassalaï - Saul Jephcott: el oficial de policía - Lee de Long: la vendedora - Christian Erickson: el anticuario - Robert William Bradford: el cobrador - Jerry Di Giacomo: el electricista - Fanny Besson: la cajera |

### Voces mexicanas
| - Cristina Hernández - Selenia - José Antonio Macías - Max - Emilio Treviño - Arthur - Luis Alfonso Mendoza - Príncipe Betameche - Daniel Cubillo - Emperador Maltazard - Ángela Villanueva - Abuela - Mario Díaz Mercado - Archivald, abuelo de Arthur - Martín Soto - Ernest Davido - Humberto Vélez - Príncipe Darkos - Esteban Siller - El rey, padre de Betameche y Selenia | - Dulce Guerrero - Rosie Suchot - Óscar Flores - Francis, padre de Arthur - Herman López - Miro - Manuel Díaz - Mino - Alfonso Obregón - Koolomassaï - Sebastián Llapur - El jefe Matasalai - Germán Fabregat - Agente de viajes - Jaime Vega - Hombre de transporte - Jorge Roig - Anticuario |

### Voces españolas
| - Klaus Stroink - Arthur - Rosa Guiñón - Abuela de Arthur - Elena Anaya - Princesa Selenia - Miguel Ángel Jenner - Maltazard - Carlos Jean - Max - Alicia Laorden - Madre de Arthur - Carlos Vicente - Padre de Arthur - Joaquín Díaz - Archibald - Jordi Royo - Davido - Pepe Mediavilla - Rey | - Ramón Canals - Jefe Matassalai - Salvador Campoy - Agente de policía - Vicky Martínez - Mino - Pep Sais - Miro - Antonio Lara - Darkos - Enric Isa Si-Isa Smendi - Anticuario - Carlos di Blasi - Agente de viajes - Juana Beuter - Vendedora - Pedro Torrabadella - Bétamèche |

### Animartistas
| - Barbara Kelsch: Arthur - Toinette Laquière: Princesa Sélénia - Barbara Weber Scaff: Mino | - Christian Erickson: Maltazard - Regis Royer: el rey |

## Acerca del filme
- La animación de los personajes fue creada por un sistema de grabación de movimientos sin capturadores habituales, inventado por Pierre Buffin, y permitía a los comediantes tener una mayor libertad de movimiento.

- El 1 de febrero de 2007, la película recibió el premio en la categoría Prix du Long-Métrage del certamen infográfico imagina.[1]

## Arthur y los Minimoys 2 y 3
- Luc Besson, feliz por el éxito de su primera entrega de Arthur y los Minimoys, al superar los 6 millones de entradas en Francia, declaró que la película tendría dos continuaciones.
- En las continuaciones la voz de la princesa Selenia no la dobla Madonna sino Selena Gomez.
- La segunda película de Arthur y los Minimoys se llama Arthur y la venganza de Maltazard y se ha estrenado en el 2009.
- La tercera película de Arthur y los Minimoys se titula Arthur y la guerra de los mundos y se estrenó en 2010 y en agosto de 2011 en EE. UU.